# 吉祥剧刊
《吉祥剧刊》，中国现存最早的戏园杂志。

## 概述
1934年11月，最初为周刊。由北平市吉祥戏园编辑出版。每期的内容平均约为16～18页，主要报导戏曲学校的消息、介绍戏曲演员与新剧剧情。《吉祥》是当时北平市政府立案特准发行的刊物之一，每期发行量大约七千五百份，每份定价法币2分。同大多数刊物一样，《吉祥》主要靠广告业务维持经营存在，该刊广告词写到：

本院地处繁华中枢，为人人必履之场。本刊为人人必阅之物，每月可销三万份以上，用刊广告，效力之大初驾乎新闻纸之上。

## 征稿启事
本刊之发行，在平市尚属创举，实为弘扬国剧学术之惟一刊物。凡有关于戏剧之讨论，如戏剧沿革、学术评论、名伶轶闻等稿见惠者，均所欢迎。

## 编辑宗旨
本刊对观众们服务完全是义务的，不是为谋利而生长的、本刊是载明戏剧说明与剧中情节、本刊每期均刊有名伶照片，能间接看到演员的庐山真面、本刊的特点就是造成演员的伟绩，推进艺术的成功、并不是捧角，更不是渔利，就是有戏目便载明，有消息便报告，每星期出版一次。

## 主要成员
- 经理人：张枚观
- 编辑：我农（原名：田百峰）
- 主要投稿人：杨小楼、唐若青、野云

## 收藏
此刊现存比较少，只在美国哈佛大学燕京图书馆、上海图书馆有部分早期刊。